# 諜海四壯士
《諜海四壯士》，是一部於1963年上映的香港華語電影，國際電影懋業有限公司出品。唐煌、汪榴照聯合執導，電影根據抗戰小說《中日間諜戰》改編。

## 劇情
抗日戰爭爆發，4名愛國青年和3名少女在淪陷區從事地下抗日工作...

## 主要演員
- 張揚
- 白露明
- 夷光
- 張美瑤

## 獎項
- 1965年 第3屆金馬獎 最佳編劇：汪榴照
- 1965年 第3屆金馬獎 最佳發揚民族精神特別獎[2]